# Manufaktura (épület)
A Manufaktura egy művészeti központ, bevásárlóközpont és szabadidős komplexum Łódźban, Lengyelországban. A város egyik legfontosabb turisztikai értéke: Łódź legnagyobb nyilvános tere, amely kulturális és sportesemények helyszíneként szolgál.
A Manufaktura 2006. május 17-én nyílt meg, ötéves tervezés és az azt követő négyéves építés után. A komplexum teljes területe 27 hektár. A munka során egy régi textilgyár épületét kellett felújítani. A Manufaktura a város központi részén található, az Izrael Poznański által alapított egykori ipari komplexumban. Ez Władysław Reymont The Promised Land című – Łódź városának iparosításáról szóló – regényének megfilmesítési helyszíneként is ismert.

## Szervezet
A felújítás a hely történelmi légkörének megőrzésére irányult, ezért a Manufakturát manapság a valódi ipari építészet uralja, a vakolatlan vörös téglaépületekkel. A komplexum védjegye az Ogrodowa utcában található, öreg, emeletes fonómalom, 1877 és 1878 között épült (ez magyarázza a komplexum nevét). 2009-ben megnyílt itt a négycsillagos Andel szálloda. A komplexum összes többi épülete hasonló stílusú, de kisebb méretű. Kivétel ez alól a fő bevásárlócsarnok, amely vadonatúj üvegből és acélból készült szerkezet. Ez alacsonyabb, mint a környező téglaépületek, ezért kívülről nem látható.
A Manufaktura komplexum egyik bejárata a régi fonómalom ősi, diadalív ívszerű kapuján vezet keresztül. Az egész komplexumot, a régi és az új keverésének koncepciójával, a londoni Virgile & Stone brit cég tervezte a lyoni francia építészirodával, a Sud Architectesszel együttműködve. Az eredeti ipari épületeket a híres łódźi építész, Hilary Majewski tervezte 1872-ben.

## Szolgáltatások
A Manufaktura több mint 300 üzletet, bevásárlóközpontot, éttermet, cukrászdát, kávézót, kocsmát és egyéb szolgáltatást nyújt. A szolgáltató szektor több mint 12 000 m²-en fekszik. Az egész komplexum nagysága 270 000 m², így Lengyelországban a második legnagyobb a krakkói Old Market Square mögött. Itt van Európa leghosszabb szökőkútja, 300 méteres. Az ügyfelek két trambusszal is végigmehetnek a komplexumon.
A kereskedelmi terület mellett a Manufaktura étterem-komplexumot, parkolókat, kulturális központot is magában foglal (beleértve az Łódźi Művészeti Múzeum MS2 fiókját, egy tudományos múzeumot, a gyármúzeumot és a Łódźi Városi Múzeumot – ez utóbbi a szomszédos Izrael Poznański-palotában található) és egy szórakoztató központ (benne egy multiplex mozi, egy bowlingpálya, egy mászófal, egy fitneszklub és egy gördeszkapark).

## Fordítás
Ez a szócikk részben vagy egészben  a   Manufaktura című angol Wikipédia-szócikk ezen változatának fordításán alapul.  Az eredeti cikk szerkesztőit annak laptörténete sorolja fel. Ez a jelzés csupán a megfogalmazás eredetét és a szerzői jogokat jelzi, nem szolgál a cikkben szereplő információk forrásmegjelöléseként.